# Petelia paobia
Petelia paobia là một loài bướm đêm trong họ Geometridae.